# Central Division (NHL)
 For alternative betydninger, se Central Division. (Se også artikler, som begynder med Central Division)
Central Division er en af de fire divisioner i den nordamerikanske ishockeyliga, National Hockey League. Det en af de to divisioner, der udgør Western Conference i ligaen. Central Division blev oprettet i 1993 i forbindelse med en omstrukturering af ligaen som en delvis efterfølger til Norris Division.
Central Division består pr. 2021-22 af otte hold, heraf et i Canada og syv i USA.

## Hold
Central Division blev oprettet i 1993 i forbindelse med en omstrukturering af ligaen som en delvis efterfølger til Norris Division, idet fem af divisionens seks hold kom fra Norris Division: Chicago Blackhawks, Dallas Stars (der samtidig blev flyttet fra Minnesota til Dallas), Detroit Red Wings, St. Louis Blues og Toronto Maple Leafs. Det sidste hold, Winnipeg Jets, kom fra Smythe Division.
Divisionens holdsammensætning er siden da blevet justeret flere gange. I 1996 flyttede Winnipeg Jets til Phoenix og skiftede navn til Phoenix Coyotes. I 1998 blev Dallas Stars og Phoenix Coyotes flyttet over i Pacific Division samtidig med, at Toronto Maple Leafs skiftede til Northeast Division. Til gengæld blev ligaen udvidet med et nyt hold, Nashville Predators, som blev placeret i Central Division. I 2000 blev ligaen udvidet med endnu et hold, Columbus Blue Jackets, som ligeledes blev placeret i Central Division.
I 2013 gennemførtes en større omstrukturering af ligaen, der medførte at Columbus Blue Jackets blev flyttet over i Metropolitan Division og Detroit Red Wings blev overført til Atlantic Division. Omvendt fik Cetral Division tilgang af fire hold: Colorado Avalanche og Minnesota Wild fra Northwest Division, Dallas Stars fra Pacific Division og Winnipeg Jets fra Southeast Division.
På grund af COVID-19-pandemien blev ligaen i sæsonen 2020-21 midlertidigt inddelt i fire nye divisioner, så de syv candiske hold blev samlet i én division. Det påvirkede Central Division på den måde, at Winnipeg Jets blev flyttet til North Division, mens Colorado Avalanche, Minnesota Wild og St. Louis Blues flyttedes til West Division. Til gengæld modtog Central division fem hold: Carolina Hurricanes og Columbus Blue Jackets fra Metropolitan Division samt Detroit Red Wings, Florida Panthers og Tampa Bay Lightning fra Atlantic Division.
I 2021 gik man tilbage til ordinære divisionsinddeling fra sæsonen 2019-20, men i forbindelse med udvidelsen af National Hockey League med et hold i Seattle, blev Arizona Coyotes overført til Central Division, så alle fire divisioner i ligaen kom til at bestå af otte hold.
| 1993–96                                                                                             | 1996–98                                                                                               | 1998–2000                                                                | 2000–13                                                                                        | 2013–20 | 2020–21 | Fra 2021 |
| --------------------------------------------------------------------------------------------------- | --- | ------------------------------------------------------------------------ | ---------------------------------------------------------------------------------------------- | --- | --- | --- |
| Chicago Blackhawks Dallas Stars Detroit Red Wings St. Louis Blues Toronto Maple Leafs Winnipeg Jets | Chicago Blackhawks Dallas Stars Detroit Red Wings Phoenix Coyotes St. Louis Blues Toronto Maple Leafs | Chicago Blackhawks Detroit Red Wings Nashville Predators St. Louis Blues | Chicago Blackhawks Columbus Blue Jackets Detroit Red Wings Nashville Predators St. Louis Blues | Chicago Blackhawks Colorado Avalanche Dallas Stars Minnesota Wild Nashville Predators St. Louis Blues Winnipeg Jets | Carolina Hurricanes Chicago Blackhawks Columbus Blue Jackets Dallas Stars Detroit Red Wings Florida Panthers Nashville Predators Tampa Bay Lightning | Arizona Coyotes Chicago Blackhawks Colorado Avalanche Dallas Stars Minnesota Wild Nashville Predators St. Louis Blues Winnipeg Jets |
| Central Division (NHL) (USA)                                                                        | Central Division (NHL) (USA)                                                                          | Central Division (NHL) (USA)                                             | Central Division (NHL) (USA)                                                                   | Central Division (NHL) (USA)                                                                                        | Central Division (NHL) (USA) | Central Division (NHL) (USA) |

## Resultater

### Divisionsmesterskaber
Mesterskabet i Central Division vindes af det af divisionens hold, der opnår flest point i National Hockey Leagues grundspil.
| Antal mesterskaber | Hold                | Sæsoner |
| ------------------ | ------------------- | --- |
| 13                 | Detroit Red Wings   | 1993-94, 1994-95, 1995-96, 1998-99, 2000-01, 2001-02, 2002-03, 2003-04, 2005-06, 2006-07, 2007-08, 2008-09, 2010-11 |
| 4                  | St. Louis Blues     | 1999-2000, 2011-12, 2014-15, 2019-20                                                                                |
| 3                  | Chicago Blackhawks  | 2009-10, 2012-13, 2016-17                                                                                           |
| 3                  | Dallas Stars        | 1996-97, 1997-98, 2015-16                                                                                           |
| 2                  | Nashville Predators | 2017-18, 2018-19 |
| 2                  | Colorado Avalanche  | 2013-14, 2021-22 |
| 1                  | Carolina Hurricanes | 2020-21 |

### Placeringer
Holdenes grundspilsplaceringer i Central Division.
| Hold                  | 9394           | 9495           | 9596           | 9697           | 9798           | 9899           | 9900           | 0001           | 0102           | 0203           | 0304           | 0405           | 0506           | 0607           | 0708           | 0809           | 0910           | 1011           | 1112           | 1213           | 1314              | 1415              | 1516              | 1617              | 1718              | 1819              | 1920              | 2021 | 2122 |
| --------------------- | -------------- | -------------- | -------------- | -------------- | -------------- | -------------- | -------------- | -------------- | -------------- | -------------- | -------------- | -------------- | -------------- | -------------- | -------------- | -------------- | -------------- | -------------- | -------------- | -------------- | ----------------- | ----------------- | ----------------- | ----------------- | ----------------- | ----------------- | ----------------- | ---- | ---- |
| Carolina Hurricanes   | Northeast Div. | Northeast Div. | Northeast Div. | Northeast Div. | Northeast Div. | Southeast Div. | Southeast Div. | Southeast Div. | Southeast Div. | Southeast Div. | Southeast Div. | Southeast Div. | Southeast Div. | Southeast Div. | Southeast Div. | Southeast Div. | Southeast Div. | Southeast Div. | Southeast Div. | Southeast Div. | Metropolitan Div. | Metropolitan Div. | Metropolitan Div. | Metropolitan Div. | Metropolitan Div. | Metropolitan Div. | Metropolitan Div. | 1    | MD   |
| Chicago Blackhawks    | 5              | 3              | 2              | 5              | 5              | 3              | 3              | 4              | 3              | 3              | 5              | -              | 4              | 5              | 3              | 2              | 1              | 3              | 4              | 1              | 3                 | 3                 | 3                 | 1                 | 7                 | 6                 | 7                 | 6    | 7    |
| Colorado Avalanche    | NE Dev.        | NE Dev.        | Pacific Div.   | Pacific Div.   | Pacific Div.   | Northwest Div. | Northwest Div. | Northwest Div. | Northwest Div. | Northwest Div. | Northwest Div. | Northwest Div. | Northwest Div. | Northwest Div. | Northwest Div. | Northwest Div. | Northwest Div. | Northwest Div. | Northwest Div. | Northwest Div. | 1                 | 7                 | 6                 | 7                 | 4                 | 5                 | 2                 | WD   | 1    |
| Columbus Blue Jackets | Ikke etableret | Ikke etableret | Ikke etableret | Ikke etableret | Ikke etableret | Ikke etableret | Ikke etableret | 5              | 5              | 5              | 4              | -              | 3              | 4              | 4              | 4              | 5              | 5              | 5              | 4              | Metropolitan Div. | Metropolitan Div. | Metropolitan Div. | Metropolitan Div. | Metropolitan Div. | Metropolitan Div. | Metropolitan Div. | 8    | MD   |
| Dallas Stars          | 3              | 5              | 6              | 1              | 1              | Pacific Div.   | Pacific Div.   | Pacific Div.   | Pacific Div.   | Pacific Div.   | Pacific Div.   | Pacific Div.   | Pacific Div.   | Pacific Div.   | Pacific Div.   | Pacific Div.   | Pacific Div.   | Pacific Div.   | Pacific Div.   | Pacific Div.   | 5                 | 6                 | 1                 | 6                 | 6                 | 4                 | 3                 | 5    | 4    |
| Detroit Red Wings     | 1              | 1              | 1              | 2              | 2              | 1              | 2              | 1              | 1              | 1              | 1              | -              | 1              | 1              | 1              | 1              | 2              | 1              | 2              | 2              | Atlantic Div.     | Atlantic Div.     | Atlantic Div.     | Atlantic Div.     | Atlantic Div.     | Atlantic Div.     | Atlantic Div.     | 7    | AD   |
| Florida Panthers      | Atlantic Div.  | Atlantic Div.  | Atlantic Div.  | Atlantic Div.  | Atlantic Div.  | Southeast Div. | Southeast Div. | Southeast Div. | Southeast Div. | Southeast Div. | Southeast Div. | Southeast Div. | Southeast Div. | Southeast Div. | Southeast Div. | Southeast Div. | Southeast Div. | Southeast Div. | Southeast Div. | Southeast Div. | Atlantic Div.     | Atlantic Div.     | Atlantic Div.     | Atlantic Div.     | Atlantic Div.     | Atlantic Div.     | Atlantic Div.     | 2    | AD   |
| Minnesota Wild        | Ikke etableret | Ikke etableret | Ikke etableret | Ikke etableret | Ikke etableret | Ikke etableret | Ikke etableret | Northwest Div. | Northwest Div. | Northwest Div. | Northwest Div. | Northwest Div. | Northwest Div. | Northwest Div. | Northwest Div. | Northwest Div. | Northwest Div. | Northwest Div. | Northwest Div. | Northwest Div. | 4                 | 4                 | 5                 | 2                 | 3                 | 7                 | 6                 | WD   | 2    |
| Nashville Predators   | Ikke etableret | Ikke etableret | Ikke etableret | Ikke etableret | Ikke etableret | 4              | 4              | 3              | 4              | 4              | 3              | -              | 2              | 2              | 2              | 5              | 3              | 2              | 2              | 5              | 6                 | 2                 | 4                 | 4                 | 1                 | 1                 | 4                 | 4    | 5    |
| Phoenix Coyotes       | 6              | 6              | 5              | 3              | 4              | Pacific Div.   | Pacific Div.   | Pacific Div.   | Pacific Div.   | Pacific Div.   | Pacific Div.   | Pacific Div.   | Pacific Div.   | Pacific Div.   | Pacific Div.   | Pacific Div.   | Pacific Div.   | Pacific Div.   | Pacific Div.   | Pacific Div.   | Pacific Div.      | Pacific Div.      | Pacific Div.      | Pacific Div.      | Pacific Div.      | Pacific Div.      | Pacific Div.      | WD   | 8    |
| St. Louis Blues       | 4              | 2              | 4              | 4              | 3              | 2              | 1              | 2              | 2              | 2              | 2              | -              | 5              | 3              | 5              | 3              | 4              | 4              | 1              | 2              | 2                 | 1                 | 2                 | 3                 | 5                 | 3                 | 1                 | WD   | 3    |
| Tampa Bay Lightning   | Atlantic Div.  | Atlantic Div.  | Atlantic Div.  | Atlantic Div.  | Atlantic Div.  | Southeast Div. | Southeast Div. | Southeast Div. | Southeast Div. | Southeast Div. | Southeast Div. | Southeast Div. | Southeast Div. | Southeast Div. | Southeast Div. | Southeast Div. | Southeast Div. | Southeast Div. | Southeast Div. | Southeast Div. | Atlantic Div.     | Atlantic Div.     | Atlantic Div.     | Atlantic Div.     | Atlantic Div.     | Atlantic Div.     | Atlantic Div.     | 3    | MD   |
| Toronto Maple Leafs   | 2              | 4              | 3              | 6              | 6              | Northeast Div. | Northeast Div. | Northeast Div. | Northeast Div. | Northeast Div. | Northeast Div. | Northeast Div. | Northeast Div. | Northeast Div. | Northeast Div. | Northeast Div. | Northeast Div. | Northeast Div. | Northeast Div. | Northeast Div. | Atlantic Div.     | Atlantic Div.     | Atlantic Div.     | Atlantic Div.     | Atlantic Div.     | Atlantic Div.     | Atlantic Div.     | ND   | AD   |
| Winnipeg Jets         | Ikke etableret | Ikke etableret | Ikke etableret | Ikke etableret | Ikke etableret | Ikke etableret | Ikke etableret | Ikke etableret | Ikke etableret | Ikke etableret | Ikke etableret | Ikke etableret | Ikke etableret | Ikke etableret | Ikke etableret | Ikke etableret | Ikke etableret | Ikke etableret | SE Dev.        | SE Dev.        | 7                 | 5                 | 7                 | 5                 | 2                 | 2                 | 5                 | ND   | 6    |

## Sæsoner
Holdenes grundspilsplaceringer i Central Division med angivelse af antal opnåede point.
| Sæson | Vinder Point                            | 2.-plads Point                          | 3.-plads Point                          | 4.-plads Point                          | 5.-plads Point                          | 6.-plads Point                          | 7.-plads Point                          | 8.-plads Point                          |                                         |
| 1993-94                                                                                                   | Detroit 100                             | Toronto 98                              | Dallas 97                               | St. Louis 91                            | Chicago 87                              | Winnipeg 57                             |                                         |                                         |                                         |
| 1994-95                                                                                                   | Detroit 70                              | St. Louis 61                            | Chicago 53                              | Toronto 50                              | Dallas 42                               | Winnipeg 39                             |                                         |                                         |                                         |
| 1995-96                                                                                                   | Detroit 131                             | Chicago 94                              | Toronto 80                              | St. Louis 80                            | Winnipeg 78                             | Dallas 66                               |                                         |                                         |                                         |
| 1996-97                                                                                                   | Dallas 104                              | Detroit† 94                             | Phoenix 83                              | St. Louis 83                            | Chicago 81                              | Toronto 68                              |                                         |                                         |                                         |
| 1997-98                                                                                                   | Dallas 109                              | Detroit† 103                            | St. Louis 98                            | Phoenix 82                              | Chicago 73                              | Toronto 69                              |                                         |                                         |                                         |
| 1998-99                                                                                                   | Detroit 93                              | St. Louis 87                            | Chicago 70                              | Nashville 63                            |                                         |                                         |                                         |                                         |                                         |
| 1999-2000                                                                                                 | St. Louis 114                           | Detroit 108                             | Chicago 78                              | Nashville 70                            |                                         |                                         |                                         |                                         |                                         |
| 2000-01                                                                                                   | Detroit 111                             | St. Louis 103                           | Nashville 80                            | Chicago 71                              | Columbus 71                             |                                         |                                         |                                         |                                         |
| 2001-02                                                                                                   | Detroit† 116                            | St. Louis 98                            | Chicago 96                              | Nashville 69                            | Columbus 57                             |                                         |                                         |                                         |                                         |
| 2002-03                                                                                                   | Detroit 110                             | St. Louis 99                            | Chicago 79                              | Nashville 74                            | Columbus 69                             |                                         |                                         |                                         |                                         |
| 2003-04                                                                                                   | Detroit 109                             | St. Louis 91                            | Nashville 91                            | Columbus 62                             | Chicago 59                              |                                         |                                         |                                         |                                         |
| 2004-05                                                                                                   | Sæsonen blev ikke spillet pga. lockout. | Sæsonen blev ikke spillet pga. lockout. | Sæsonen blev ikke spillet pga. lockout. | Sæsonen blev ikke spillet pga. lockout. | Sæsonen blev ikke spillet pga. lockout. | Sæsonen blev ikke spillet pga. lockout. | Sæsonen blev ikke spillet pga. lockout. | Sæsonen blev ikke spillet pga. lockout. | Sæsonen blev ikke spillet pga. lockout. |
| 2005-06                                                                                                   | Detroit 124                             | Nashville 106                           | Columbus 74                             | Chicago 65                              | St. Louis 57                            |                                         |                                         |                                         |                                         |
| 2006-07                                                                                                   | Detroit 113                             | Nashville 110                           | St. Louis 81                            | Columbus 73                             | Chicago 71                              |                                         |                                         |                                         |                                         |
| 2007-08                                                                                                   | Detroit† 115                            | Nashville 91                            | Chicago 88                              | Columbus 80                             | St. Louis 79                            |                                         |                                         |                                         |                                         |
| 2008-09                                                                                                   | Detroit 112                             | Chicago 104                             | St. Louis 92                            | Columbus 92                             | Nashville 88                            |                                         |                                         |                                         |                                         |
| 2009-10                                                                                                   | Chicago† 112                            | Detroit 102                             | Nashville 100                           | St. Louis 90                            | Columbus 79                             |                                         |                                         |                                         |                                         |
| 2010-11                                                                                                   | Detroit 104                             | Nashville 99                            | Chicago 97                              | St. Louis 87                            | Columbus 81                             |                                         |                                         |                                         |                                         |
| 2011-12                                                                                                   | St. Louis 109                           | Nashville 104                           | Detroit 102                             | Chicago 101                             | Columbus 65                             |                                         |                                         |                                         |                                         |
| 2012-13                                                                                                   | Chicago† 77                             | St. Louis 60                            | Detroit 56                              | Columbus 55                             | Nashville 41                            |                                         |                                         |                                         |                                         |
| 2013-14                                                                                                   | Colorado 112                            | St. Louis 111                           | Chicago 107                             | Minnesota 98                            | Dallas 91                               | Nashville 88                            | Winnipeg 84                             |                                         |                                         |
| 2014-15                                                                                                   | St. Louis 109                           | Nashville 104                           | Chicago† 102                            | Minnesota 100                           | Winnipeg 99                             | Dallas 92                               | Colorado 90                             |                                         |                                         |
| 2015-16                                                                                                   | Dallas 109                              | St. Louis 107                           | Chicago 103                             | Nashville 96                            | Minnesota 87                            | Colorado 82                             | Winnipeg 78                             |                                         |                                         |
| 2016-17                                                                                                   | Chicago 109                             | Minnesota 106                           | St. Louis 99                            | Nashville 94                            | Winnipeg 87                             | Dallas 79                               | Colorado 48                             |                                         |                                         |
| 2017-18                                                                                                   | Nashville 117                           | Winnipeg 114                            | Minnesota 101                           | Colorado 95                             | St. Louis 94                            | Dallas 92                               | Chicago 76                              |                                         |                                         |
| 2018-19                                                                                                   | Nashville 100                           | Winnipeg 99                             | St. Louis 99                            | Dallas 93                               | Colorado 90                             | Chicago 84                              | Minnesota 83                            |                                         |                                         |
| 2019-20                                                                                                   | St. Louis 94                            | Colorado 92                             | Dallas 82                               | Nashville 78                            | Winnipeg 80                             | Minnesota 77                            | Chicago 72                              |                                         |                                         |
| 2020-21                                                                                                   | Carolina 80                             | Florida 79                              | Tampa Bay† 75                           | Nashville 64                            | Dallas 60                               | Chicago 55                              | Detroit 48                              | Columbus 48                             |                                         |
| 2021-22                                                                                                   | Colorado† 119                           | Minnesota 113                           | St. Louis 109                           | Dallas 98                               | Nashville 97                            | Winnipeg 89                             | Chicago 68                              | Arizona 57                              |                                         |
| - Kvalificeret til slutspillet om Stanley Cup. - Vinder af Presidents' Trophy. - † Vinder af Stanley Cup. |                                         |                                         |                                         |                                         |                                         |                                         |                                         |                                         |                                         |